# Министерство предпринимательства и окружающей среды Шотландии
Министерство предпринимательства и окружающей среды Шотландии - это министерство, состоящее из так называемых директоратов, в круг обязанностей которых входят:
- Бизнес
- Энергия и изменение климата
- Развитие сельского хозяйства и сел, здоровья животных и защиты населения, пейзажей и мест обитания,
- Защита аквакультуры и пресноводного рыбного хозяйства
- Контроль качества окружающей среды (в том числе отходов и сокращения загрязнения, качества питьевой воды и воды, воздуха, почвы и наводнения).

## Агентства
- Лесная комиссия Шотландии
- Королевский ботанический сад Эдинбурга
- Шотландское агентство по охране окружающей среды